# Solenispa
Solenispa es un género de escarabajos de la familia Chrysomelidae. El género fue descrito científicamente primero por Weise en 1905. Esta es una lista de especies perteneciente a este género:
- Solenispa angustata (Guérin-Méneville, 1844)
- Solenispa angusticollis (Waterhouse, 1881)
- Solenispa bicolor Pic, 1931
- Solenispa bifoveolata Weise, 1910
- Solenispa claripes Pic, 1923
- Solenispa germaini Pic, 1926
- Solenispa impressicollis Weise, 1905
- Solenispa laetifica Weise, 1910
- Solenispa leptomorpha (Baly, 1885)